# 伊藤秀史
伊藤秀史（1959年—），日本经济学家，一桥大学大学院商学研究科教授。主要研究领域为博弈论和契约经济学，在国际知名期刊上发表学术论文多数。历任聖地牙哥加利福尼亞大學国际关系和环太平洋研究生院客座助教授、斯坦福大学经济系和哥伦比亚大学经济系客座准教授，但他未在经济系受过教育，为经营学博士。

## 生平
1982年毕业于一桥大学商学部，1984年毕业于一桥大学大学院商学研究科硕士。1988年获得斯坦福大学研究生院经营学博士。1988年担任京都大学经济学部助教授，1996年担任大阪大学社会经济研究所助教授，2000年担任一桥大学大学院商学研究科教授。

## 著作
- 《激励设计的经济学》（与小佐野 广合编）劲草书房，2003年12月
- 《契约的经济理论》有斐阁，2003年4月
- 《日本企业变革期的选择》东洋经济新报社，2002年9月
- 《供应商体制：创造新型的企业间关系》（与藤本隆宏、西口敏宏共著）有斐閣, 1998年1月
- 《日本的企业体制》东京大学出版会, 1996年6月

## 获奖
- 日本经济学会中原奖，2003